# Gammaropsis chiltoni
Gammaropsis chiltoni is een vlokreeftensoort uit de familie van de Photidae. De wetenschappelijke naam van de soort is voor het eerst geldig gepubliceerd in 1897 door Thomson.